# Beth Hart

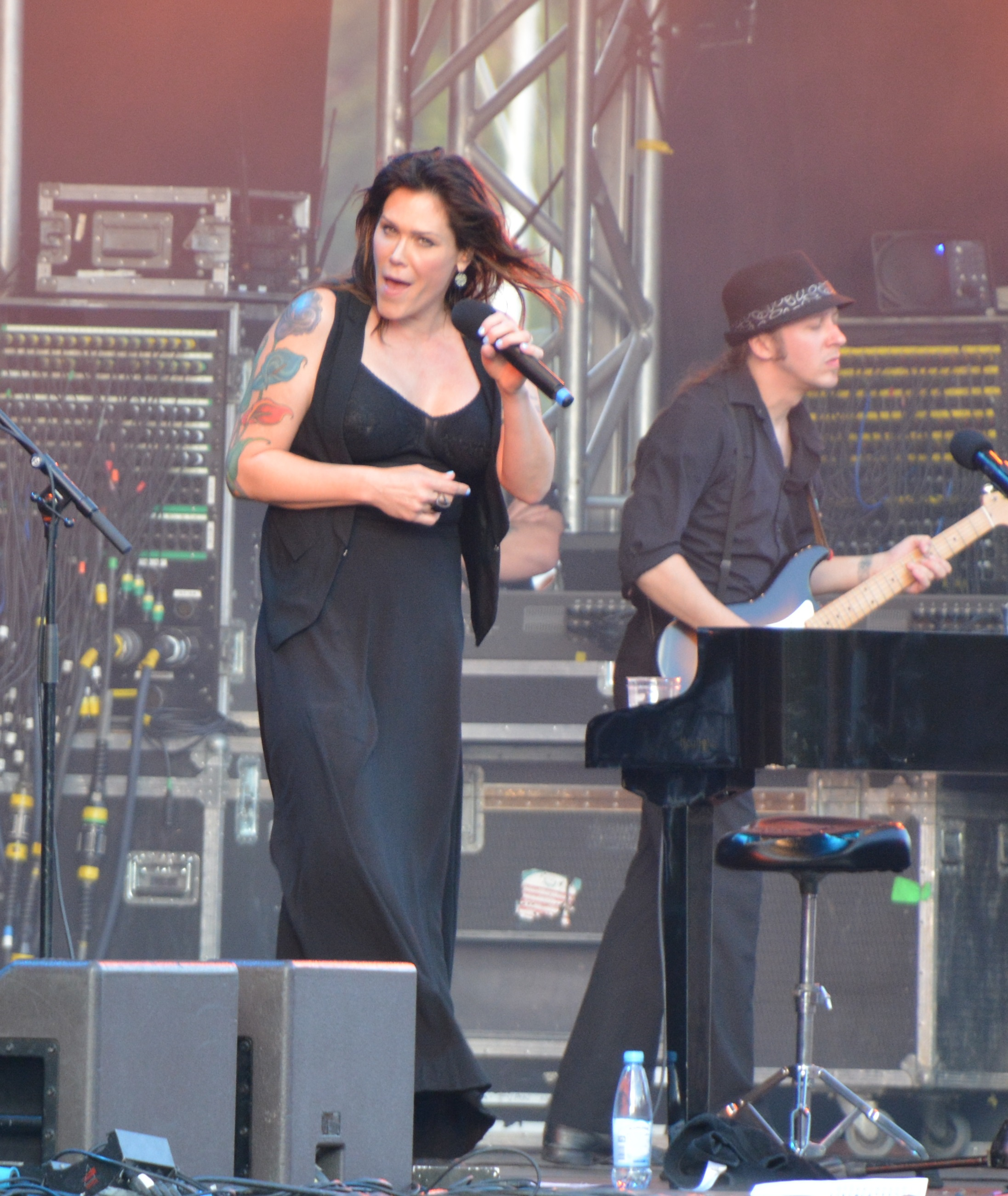
Beth Hart på Stockholm Music & Arts 2015.

Beth Hart, född 24 januari 1972 i Los Angeles, Kalifornien, är en amerikansk sångerska. Hon hade 2000 en hit med låten "L.A. Song" från albumet Screamin' for My Supper.

## Diskografi

### Album
- 1993 – Beth Hart and the Ocean of Souls (som Beth Hart & the Ocean of Souls)
- 1996 – Immortal (som The Beth Hart Band)
- 1999 – Screamin' for My Supper
- 2004 – Leave the Light On
- 2005 – Live at Paradiso
- 2007 – 37 Days
- 2010 – My California
- 2011 – Don't Explain (med Joe Bonamassa)
- 2012 – Bang Bang Boom Boom
- 2013 – Seesaw (med Joe Bonamassa)
- 2016 – Fire on the Floor
- 2018 – Black Coffee (med Joe Bonamassa)
- 2018 – Live At The Royal Albert Hall (livealbum)
- 2018 – Front And Center (Live From New York) (livealbum)
- 2019 – War in My Mind
- 2022 – A Tribute to Led Zeppelin
- 2024 – You Still Got Me

### EP
- 1999 – Delicious Surprise
- 2006 – Leave The Light On
- 2012 – Introducing Beth Hart

### DVD
- 2005 – Live at Paradiso
- 2008 – 37 Days
- 2014 – Live In Amsterdam (med Joe Bonamassa)